# Jest Przyszłość
Jest Przyszłość (hebr. יש עתיד, Jesz Atid, ang.: Yesh Atid) – izraelska partia polityczna założona przez byłego dziennikarza telewizyjnego Ja’ira Lapida w 2012, mająca reprezentować świecką klasę średnią o sekularystycznych poglądach. W wyniku wyborów w styczniu 2013, ugrupowanie niespodziewanie wprowadziło do 120-osobowego Knesetu 19 deputowanych (2. wynik po bloku Likud-Nasz Dom Izrael). 15 marca 2013 partia zawarła porozumienie koalicyjne z Likudem i weszła do rządu Binjamina Netanjahu.

## Historia

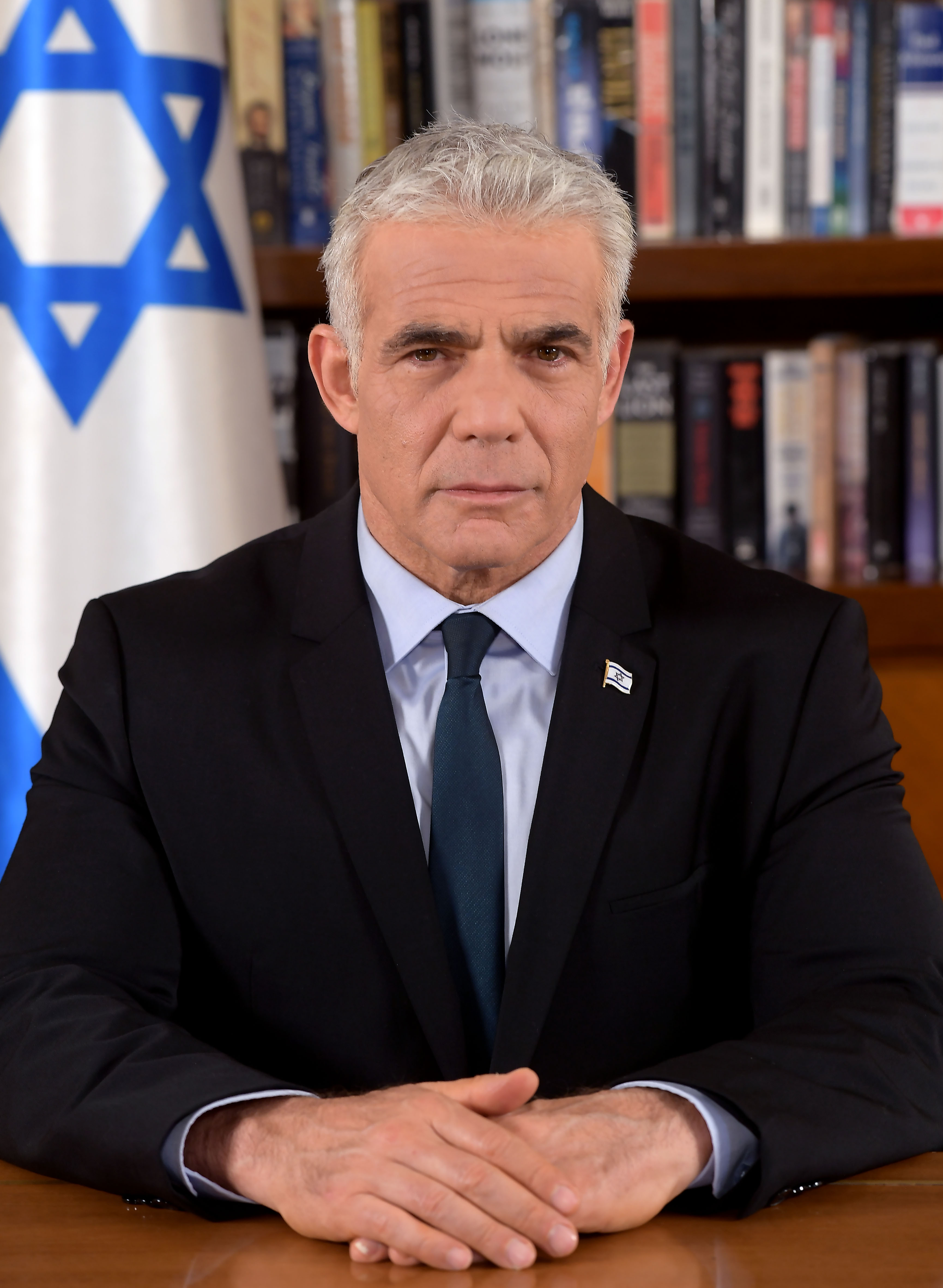
Ja’ir Lapid (ur. 1963) – lider Jesz Atid

Na początku 2010 w izraelskich mediach pojawiły się spekulacje na temat spodziewanego wejścia znanego dziennikarza telewizyjnego Ja’ira Lapida do świata polityki. Pracował on wówczas w Kanale 2. Początkowo Lapid zaprzeczał tym doniesieniom, a Kneset rozpoczął nawet prace nad prawem mającym zakazywać izraelskim dziennikarzom ubieganie się o stanowiska polityczne w okresie roku od zakończenia przez nich pracy w mediach.
Pomimo zainteresowania osobą Lapida, odmawiał on udzielania wywiadów. Zyskiwał za to zwolenników, wykorzystując media społecznościowe, zwłaszcza Facebook. Oficjalnie ogłosił m.in., że nie przyłączy się ani do Kadimy, ani Partii Pracy. Postulował za to zmianę izraelskiego systemu politycznego, wprowadzenie obowiązkowej służby wojskowej dla wszystkich Izraelczyków i zmian w systemie edukacji. Na początku stycznia 2012 Lapid obwieścił, że zakończy pracę jako dziennikarz i wejdzie do polityki, zakładając nową partię polityczną.
W kwietniu 2012 Lapid zaproponował słowo atid (hebr. przyszłość) jako nazwę dla swojej partii. Zadecydował także, że nie będzie ona przyjmować w swoje szeregi osób zaangażowanych w tworzenie prawa lub deputowanych do Knesetu. 29 kwietnia Lapid zarejestrował partię pod nazwą Jesz Atid, ponieważ rejestracja pod wcześniej proponowaną nazwą okazała się niemożliwa. 1 maja odbyła się pierwsza konferencja partyjna, podczas której zaprezentowano tzw. Program Lapida, zakładający wprowadzenie w Izraelu obowiązkowej służby wojskowej dla wszystkich Izraelczyków (obecnie zwolniona jest z niej m.in. religijna młodzież). Ugrupowaniu udało się zebrać 13,5 mln szekli na potrzeby kampanii wyborczej przed wyborami w styczniu 2013.
W wyborach w 2013 Jesz Atid uzyskał drugi wynik, wprowadzając do Knesetu 19 deputowanych. Był on sporym zaskoczeniem, został określony przez komentatorów wydarzeń na izraelskiej scenie politycznej jako największa niespodzianka tych wyborów. Przedwyborcze sondaże dawały Jesz Atid szansę na uzyskanie jedynie 11 miejsc w parlamencie.
15 marca 2013 partia zawarła porozumienie koalicyjne z Likudem i weszła do rządu Binjamina Netanjahu. Lapid został ministrem finansów. Jesz Atid otrzymał także inne teki ministerialne: eukacji (Szaj Piron), zdrowia (Ja’el German), nauki i technologii (Ja’akow Peri) oraz opieki społecznej (Me’ir Kohen). Wiceministrem finansów został Miki Lewi.
Pod koniec 2014 w rządzie Netanjahu zaczęły narastać napięcia między partnerami tworzącymi koalicję w sprawach takich jak budżet na 2015 rok, wysokie koszty życia, polityka wobec Palestyńczyków, a zwłaszcza zaproponowanej przez premiera kontrowersyjnej ustawy, która określiłaby Izrael jako „państwo narodowe” narodu żydowskiego. 2 grudnia 2014 premier Netanjahu zdymisjonował dwoje ministrów, liderów koalicyjnych centrowo-liberalnych ugrupowań: Lapida oraz Cippi Liwni (partia Ruch), zarzucając im „spiskowanie”, „podważanie jego pozycji” i „nieustające ataki z wnętrza rządu”. Efektem kryzysu rządowego był wniosek o skrócenie kadencji Knesetu, która normalnie trwałaby do 2017.
W wyniku wyborów parlamentarnych w Izraelu, przeprowadzonych 17 marca 2015, Jesz Atid wprowadził do Knesetu 11 deputowanych.
Przed wyborami w kwietniu 2019 Jest Przyszłość weszło w koalicję z partiami Moc Izraela Beniego Ganca i Telem Moszego Ja’alona tworząc listę Niebiesko-Biali.
Koalicja zajęła 2 miejsce, zdobywając 1 125 881 głosów (26,13%). Przełożyło się to na 35 mandatów do dwudziestego pierwszego Knesetu.
W przyśpieszonych wyborach we wrześniu koalicja zwyciężyła, zdobywając 1 151 214 głosów (25,95%) i wprowadzając do dwudziestego drugiego Knesetu 33 posłów, o jednego więcej niż Likud. Wśród posłów było 13 przedstawicieli Jest Przyszłość.
W wyborach w 2020 roku koalicja zdobyła 1 220 381 głosów (26,59% głosów), co dało wynik 33 mandatów. 26 marca, po długich negocjacjach i sporach na temat utworzenia rządu, Ganc zgodził się na utworzenie rządu jedności z Likudem z rotacyjną funkcją premiera. Ponadto tego samego dnia został wybrany przewodniczącym Knesetu. Decyzja ta doprowadziła do rozłamu w partii, Jesz Atid i Telem złożyły wnioski o odłączenie się od Niebiesko-Białych. 29 marca Jest Przyszłość i Telem odłączyły się od koalicji Niebiesko-Białych. Stworzyły one nową frakcję – Jesz Atid-Telem.

## Program
Program partii, przedłożony komisji podczas procedury rejestracyjnej, zakładał realizację przez ugrupowanie ośmiu głównych celów:
1. zmianę priorytetów w izraelskiej polityce: położenie nacisku na edukację, budownictwo mieszkaniowe, służbę zdrowia, transport oraz poprawę sytuacji życiowej klasy średniej.
2. zmianę systemu politycznego.
3. zapewnienie równości Izraelczyków w edukacji i służbie wojskowej – wszyscy powinni uczyć się tych samych przedmiotów w szkołach, podlegać obowiązkowej służbie w wojsku oraz powinni być zachęcani do poszukiwania pracy, włączając w to religijnych ultraortodoksów oraz izraelskich Arabów.
4. walkę z korupcją polityczną. Lapid miał tutaj na myśli zwalczanie tworzenia stanowisk takich jak ministrowie bez teki, opowiadając się za rządem mającym maksymalnie 18 resortów. Postulował także zagwarantowanie rządów prawa i ochronę statusu Sądu Najwyższego Izraela.
5. zapewnienie wzrostu gospodarczego i walkę z biedą, biurokracją, poprawę systemu transportu, zmniejszenie kosztów życia i budownictwa mieszkaniowego, zwiększenie mobilności społeczeństwa oraz zapewnienie wsparcia dla małych przedsiębiorców.
6. przyjęcie nowego prawa dotyczącego edukacji, we współpracy ze związkami zawodowymi nauczycieli, zmniejszenie liczby egzaminów, zwiększenie autonomii placówek szkolnych.
7. przyjęcie konstytucji Izraela.
8. realizację procesu pokojowego, poprzez utworzenie państwa palestyńskiego, z równoczesnym zachowaniem dużych osiedli żydowskich na Zachodnim Brzegu oraz zapewnieniem bezpieczeństwa Izraelowi.

Jesz Atid opowiada się także za zwiększeniem pluralizmu religijnego w Izraelu, postulując wsparcie finansowe ze strony państwa także dla nieortodoksyjnych odłamów judaizmu, takich jak judaizm reformowany, konserwatywny, rekonstrukcjonistyczny, czy humanistyczny, podobne do tego, które udzielane jest ultraortodoksyjnemu Naczelnemu Rabinatowi. Ugrupowanie chce umożliwić nieortodoksyjnym ruchom dokonywanie konwersji i ślubów uznawanych oficjalnie przez państwo. Jesz Atid opowiada się również za wprowadzeniem równego prawa do modlitw dla mężczyzn i kobiet oraz ortodoksyjnych i nieortodoksyjnych Żydów przy Ścianie Płaczu w Jerozolimie.
Ugrupowanie opowiada się także za wprowadzeniem w Izraelu instytucji ślubu cywilnego, włączając w to małżeństwa homoseksualne.
Jesz Atid postuluje także częściowe uruchomienie usług w transporcie publicznym w trakcie trwania szabatu.

## Działacze
Posłowie wybrani w wyborach do XIX Knesetu: Ja’ir Lapid, Szaj Piron, Ja’el German, Me’ir Kohen, Ja’akow Peri, Ofer Szelach, Aliza Lawi, Jo’el Razwozow, Adi Koll, Karin Elharrar, Miki Lewi, Szimon Solomon, Rut Calderon, Penina Tamanu-Szata, Rina Frenkel, Jifat Kariw, Dow Lipman, Bo’az Toporowski, Ronen Hoffman.
Posłowie wybrani w wyborach do XX Knesetu: Ja’ir Lapid, Ja’el German, Me’ir Kohen, Ja’akow Peri, Ofer Szelach, Chajjim Jellin, Jo’el Razwozow, Karin Elharrar, Aliza Lawi, Miki Lewi.
Zmiany w trakcie kadencji: 4 września 2015 Szaja Pirona zastąpił Elazar Sztern.